# Traumarbeit
Unter Traumarbeit verstand Sigmund Freud die Produktion eines manifesten, konkret erinnerten Traums des Träumers. Das Gegenstück hierzu, also im umgekehrten Sinne die Arbeit, aus dem manifesten Trauminhalt die darin verborgenen Traumgedanken und traumbildenden Wünsche wieder herzustellen, nannte er Deutungsarbeit. Durch die Traumdeutung werde die Traumarbeit des Träumers wieder aufgehoben. Diese Traumarbeit finde unter dem Drucke einer Zensur bzw. eines Verzerrungsprozesses, durch den die unbewussten Traumgedanken die Schwelle zum Bewusstsein überschreiten können. Traumgedanken und Traumwünsche sind nach Freud eine synonyme Bezeichnung für den latenten Trauminhalt. Der latente Traum stellt die sozial und persönlich inakzeptable Version des Traumes dar, die aber zugleich die wahre und unbeschnittene Form enthält. Der manifeste Traum stellt die akzeptable und kompromisshafte Version dar.

## Unbewusste Wünsche
Freud ging davon aus, dass der Traum die verkleidete Erfüllung eines verdrängten und unbewussten Wunsches sei. Die Wunscherfüllung bzw. die Zensur des Wunsches komme nur durch diese Art der Veränderung (Traumentstellung) zustande. Die daraus folgende Unterscheidung zwischen zwei verschiedenen Trauminhalten stellte Freud im bildhaften Vergleich als „zwei Darstellungen desselben Inhalts“ in zwei unterschiedlichen Sprachen dar. Die eine sei das Original und die andere die Übersetzung. Traumarbeit des Träumers ist folglich Übersetzungsarbeit. Dechiffrierung der manifesten Traumsymbole durch den Deuter des Traumes ist Rückübersetzung, jedoch nicht nach Art eines Traumlexikons bzw. Traumwörterbuchs, nicht nach allgemein gültigen Regeln. Die Traumsymbole seien in Form einer Bilderschrift gegeben, die Auflösung sei ähnlich der eines Bilderrätsels. Dies geschehe nicht nach dem Bilderwert, sondern nach dem Beziehungswert. Die Untersuchung der Beziehungen zwischen diesen beiden „Darstellungen desselben Inhalts“ bzw. die Analyse der Traumgedanken sei Aufgabe der Traumdeutung.

## Methodik
Freud setzt damit im Erscheinungsjahr 1900 seiner Traumdeutung die aufgrund seiner bisherigen Studien über die Erinnerung gewonnenen Ergebnisse fort, indem so wie etwa bei der Beschreibung und Analyse der Deckerinnerungen ebenfalls zwei Realitäten bzw. Darstellungen einander gegenübergestellt werden. Diese Methodik trifft auch für das Konzept des Familienromans zu. Freud spricht bei der Traumarbeit sogar von einer Überdeterminierung, d. h., von Vieldeutigkeit der Traumgedanken. Darin äußere sich eine „psychische Macht …, die einerseits die hochwertigen Elemente ihrer Intensität entkleidet, und andererseits … aus minderwertigen neue Wertigkeiten schafft, die dann in den Trauminhalt gelangen“. Die Intensität eines Traumelements zeigt sich in dem Grad seiner seelischen Erregung und damit seiner manifesten psychischen Präsenz während des Traums. Die „Übersetzungsarbeit“ erfolge auch mit Hilfe der Verdichtung und Verschiebung. Sinn dieser Vorgänge ist nach Stavros Mentzos die Funktion des Traums als Hüter des Schlafs, der so eine gewisse Angstfreiheit erzeugt. Traumarbeit sei aber nicht nur das, sondern insgesamt ein Externalisierungsvorgang.
Bogzaran und Deslauriers heben des Weiteren, ebenso wie Laughlin, die indigene Perspektive des Träumens in ihren Werken hervor. Diese umspannt sowohl das Träumen als Verarbeitungsmechanismus, wie sowohl ein Kommunikations- und Beziehungskanal zum Land und den Ahnen. Hierbei, träumt ein Lebewesen nicht nur von und für sich selbst, sondern ist im Zentrum mit dem Leben verbunden. Kollektive Traumarbeit ermöglicht somit komplexe Strukturen zu durchschauen und in Verbindung mit dem Land neue Lösungen zu weben. Es findet ein Perspektivwechsel statt, indem das Träumen nicht nur als Funktion der körperlichen Ruhe, sondern als aktiver Raum für Kreativität und Lösungsfindungen agiert. Für Naiman öffnet diese Dimensionsarbeit die Möglichkeit von persönlicher und gemeinschaftlicher Heilung, da langfristig tief liegende Traumata gelöst und im Einklang mit der Anderswelt verarbeitet werden können. An der Schnittstelle von westlichem und Indigenem Wissen und Erinnerung trägt Dr. Apela Colorado ihre Traumarbeit bei.

## Original und Übersetzung
Die beiden „Darstellungen desselben Inhalts“, von denen die Rede bei den verschiedenen Stadien der Traumarbeit ist, unterscheiden sich in erster Linie durch ihren Umfang. Der manifeste Traum „füllt niedergeschrieben eine halbe Seite“. Die Analyse, welche die Traumgedanken enthält, bedarf ein Mehrfaches an Schriftraum. Der manifeste Trauminhalt stellt gewissermaßen eine symbolische Verdichtung dar. Die Überdeterminierung ist Ausdruck der spezifisch menschlichen Fähigkeit zur Symbolbildung und damit der Fähigkeit zum Gebrauch von Sprache. Traumelemente können ebenso wie bei Sprachelementen als „Knotenpunkte“ für mehrere Vorstellungskreise dienen. In frühen Phasen der Entwicklung einer Sprache sind weniger scharf umrissene extensionale Wortbedeutungen anzutreffen, z. T. auch gegensätzliche (Oppositionsworte). Dies erinnert an die Symbolorganisation im Stadium des Primärprozesses.